# Roscoe (Nebraska)
Roscoe je naseljeno područje za statističke svrhe u američkoj saveznoj državi Nebraska. Prema popisu stanovništva iz 2010. u njemu je živjelo 63 stanovnika.